# Interviews with Monster Girls
Interviews with Monster Girls (jap. 亜人ちゃんは語りたい Demi-chan wa kataritai) – manga autorstwa Petosa, publikowana na łamach magazynu „Young Magazine the 3rd” wydawnictwa Kōdansha od września 2014. Następnie została przeniesiona do czasopisma „Gekkan Young Magazine”, gdzie ukazywała się do grudnia 2022.
Na podstawie mangi studio A-1 Pictures wyprodukowało serial anime, który był emitowany od stycznia do marca 2017.

## Fabuła
Historia rozgrywa się w czasach, w których półludzie, powoli zaczęli być akceptowani w ludzkim społeczeństwie. Tetsuo Takahashi jest nauczycielem biologii, który naucza trójkę z nich, mając nadzieję, że dowie się o nich więcej, a jednocześnie zdobędzie ich uwagę.

## Bohaterowie
- Tetsuo Takahashi (jap. 高橋 鉄男 Takahashi Tetsuo)

Seiyū: Jun’ichi Suwabe 
- Hikari Takanashi (jap. 小鳥遊 ひかり Takanashi Hikari)

Seiyū: Kaede Hondo 
- Kyōko Machi (jap. 町 京子 Machi Kyōko)

Seiyū: Minami Shinoda 
- Yuki Kusakabe (jap. 日下部 雪 Kusakabe Yuki)

Seiyū: Shiina Natsukawa 
- Sakie Satō (jap. 佐藤 早紀絵 Satō Sakie)

Seiyū: Yōko Hikasa 
- Himari Takanashi (jap. 小鳥遊 ひまり Takanashi Himari)

Seiyū: Lynn 
- Kurtz (jap. クルツ Kurutsu)

Seiyū: Sora Amamiya 
- Ugaki (jap. 宇垣)

Seiyū: Kenjirō Tsuda 
- Sōma (jap. 相馬)

Seiyū: Natsuki Hanae 

## Manga
Manga ukazywała się w magazynie „Young Magazine the 3rd” od 5 września 2014 do 6 kwietnia 2021. Następnie została przeniesiona do czasopisma „Gekkan Young Magazine”, gdzie była publikowana od 20 maja 2021 do 19 grudnia 2022. Wydawnictwo Kōdansha zebrało ją w 11 tankōbonach, wydanych między 6 marca 2015 a 20 lutego 2023.
| Nr | Data wydania (język japoński) | ISBN (język japoński)  |
| -- | ----------------------------- | ---------------------- |
| 1  | 6 marca 2015                  | ISBN 978-4-06-382578-7 |
| 2  | 4 września 2015               | ISBN 978-4-06-382669-2 |
| 3  | 18 marca 2016                 | ISBN 978-4-06-382757-6 |
| 4  | 20 września 2016              | ISBN 978-4-06-382852-8 |
| 5  | 20 kwietnia 2017              | ISBN 978-4-06-382942-6 |
| 6  | 18 maja 2018                  | ISBN 978-4-06-511284-7 |
| 7  | 18 kwietnia 2019              | ISBN 978-4-06-515281-2 |
| 8  | 20 lutego 2020                | ISBN 978-4-06-517859-1 |
| 9  | 19 listopada 2020             | ISBN 978-4-06-521376-6 |
| 10 | 18 listopada 2021             | ISBN 978-4-06-525878-1 |
| 11 | 20 lutego 2023                | ISBN 978-4-06-529800-8 |

Spin-off napisany przez Kae Hoshimoto i zilustrowany przez Hajime Hondę pod nadzorem Petosa, zatytułowany Occult-chan wa katarenai, ukazywał się od 5 stycznia 2019 w magazynie „Young Magazine 3rd”. Następnie 20 maja 2021 seria została przeniesiona do magazynu „Gekkan Young Magazine”. 20 grudnia tego samego roku mangę przeniesiono na stronę internetową „YanMaga Web”, gdzie ukazywała się do 7 stycznia 2023. Seria została zebrana w 9 tankōbonach, wydawanych od 18 kwietnia 2019 do 20 lutego 2023.
| Nr | Data wydania (język japoński) | ISBN (język japoński)  |
| -- | ----------------------------- | ---------------------- |
| 1  | 18 kwietnia 2019              | ISBN 978-4-06-515282-9 |
| 2  | 20 grudnia 2019               | ISBN 978-4-06-517860-7 |
| 3  | 20 lutego 2020                | ISBN 978-4-06-518495-0 |
| 4  | 19 listopada 2020             | ISBN 978-4-06-521122-9 |
| 5  | 18 marca 2021                 | ISBN 978-4-06-522582-0 |
| 6  | 19 lipca 2021                 | ISBN 978-4-06-523991-9 |
| 7  | 18 listopada 2021             | ISBN 978-4-06-525879-8 |
| 8  | 20 czerwca 2022               | ISBN 978-4-06-528136-9 |
| 9  | 20 lutego 2023                | ISBN 978-4-06-529799-5 |

## Anime
Adaptacja w formie telewizyjnego serialu anime została zapowiedziana 3 września 2016. Za reżyserię odpowiadał Ryō Andō, za animację zaś studio A-1 Pictures. Scenariusz napisał Takao Yoshioka, projekty postaci wykonał Tetsuya Kawakami, a muzykę skomponował Masaru Yokoyama. Serial był emitowany w stacjach Tokyo MX, MBS i BS11 między 7 stycznia a 25 marca 2017. Motywem otwierającym jest „Original.” (jap. オリジナル。 Orijinaru.) autorstwa TrySail, końcowym zaś „Fairytale” (jap. フェアリーテイル Fearīteiru) w wykonaniu Sangatsu no Phantasia. Premiera 13. odcinka odbyła się 29 czerwca 2017. Prawa do streamingu serii nabył Crunchyroll.

### Lista odcinków
| №   | Tytuł                                                                                     | Premiera         |
| --- | ----------------------------------------------------------------------------------------- | ---------------- |
| 1   | Tetsuo Takahashi Wants an Interview Takahashi Tetsuo wa kataritai (高橋鉄男は語りたい)    | 7 stycznia 2017  |
| 2   | Dullahan-chan Wants to be Coddled Dyurahan-chan wa amaetai (デュラハンちゃんは甘えたい)   | 14 stycznia 2017 |
| 3   | Succubus-san is a Real Adult Sakyubasu-san wa ii otona (サキュバスさんはいい大人)         | 21 stycznia 2017 |
| 4   | Tetsuo Takahashi Wants to Protect Takahashi Tetsuo wa mamoritai (高橋鉄男は守りたい)      | 28 stycznia 2017 |
| 5   | Snow Woman-chan is Cold Yuki-Onna-chan wa tsumetai (雪女ちゃんは冷たい)                   | 4 lutego 2017    |
| 6   | The Takanashi Sisters Are Undeniable Takanashi Shimai wa arasoenai (小鳥遊姉妹は争えない) | 11 lutego 2017   |
| 7   | Succubus-san is Inquisitive Sakyubasu-san wa ibukashige (サキュバスさんはいぶかしげ)      | 18 lutego 2017   |
| 8   | Demi-chans Want to Learn Demi-chan wa manabitai (亜人ちゃんは学びたい)                    | 25 lutego 2017   |
| 9   | Demi-chans Want to Try Demi-chan wa tameshitai (亜人ちゃんは試したい)                     | 4 marca 2017     |
| 10  | The Dullahan Surpasses Space-Time Dyurahan wa jikū o koete (デュラハンは時空を超えて)     | 11 marca 2017    |
| 11  | Demi-chans Want to Support Demi-chan wa sasaetai (亜人ちゃんは支えたい)                   | 18 marca 2017    |
| 12  | Demi-chans Want to Swim Demi-chan wa oyogitai (亜人ちゃんは泳ぎたい)                      | 25 marca 2017    |
| ONA | The Demi-chans’ Summer Break Demi-chan no natsuyasumi (亜人ちゃんの夏休み)                | 29 czerwca 2017  |

## Odbiór
Do września 2016 manga rozeszła się w nakładzie 550 000 kopii. W grudniu tego samego roku seria miała w obiegu ponad 1,1 miliona egzemplarzy.